# Il caso e la necessità
Il caso e la necessità è un saggio del biologo Jacques Monod, pubblicato per la prima volta in Francia nel 1970.

## Titolo
Il titolo è ispirato da una frase di Democrito: "Tutto ciò che esiste è frutto del caso e della necessità".

## Soggetto
Cinque anni dopo aver ottenuto il Premio Nobel per la fisiologia o la medicina, Jacques Monod sorprende la comunità scientifica con questo saggio controverso. Monod associa a questioni come l'origine della vita o l'evoluzione delle specie, concetti apparentemente impropri come il caso o la necessità; ossia discute le conseguenze metafisiche e spirituali delle grandi scoperte della biologia molecolare e della genetica.

## Produzione
Il libro è stato scritto prendendo spunto da una serie di conferenze che l'autore aveva dato nel mese di febbraio 1969 al Pomona College di Claremont, riprese poi come tema principale di un corso al Collège de France fra 1969 e 1970.

## Edizioni
- Jacques Monod, Il caso e la necessità, collana Oscar classici moderni, 6ª ed., Milano, Mondadori, 2001.